# Movies Inspired
Movies Inspired S.a.s. è una casa di distribuzione cinematografica italiana, fondata il 24 ottobre 2007 a Torino.

## Storia
Nel 2013/2014, la società rilevò la storica sala cinematografica torinese Empire (già Impero e Vittorio Veneto), in Piazza Vittorio Veneto, rinnovandola, inaugurandola come "Cinema Classico" il 27 agosto 2014, e rendendola propria sede legale.
Nel 2018 la società si espande ulteriormente rilevando la gestione del Greenwich Village, altra storica struttura cinematografica torinese, situata in Via Po 30 a pochi passi dal Classico.